# Вальтер фон Райхенау
Вальтер фон Райхенау (нім. Walter von Reichenau; нар.8 жовтня, 1884, Карлсруе — пом.17 січня, 1942, Львів) — німецький воєначальник часів Третього Рейху, генерал-фельдмаршал (1940) Вермахту. Кавалер Лицарського хреста Залізного хреста (1939). Командував оперативно-стратегічними об'єднаннями під час Європейських кампаній та війни з Радянським Союзом. На чолі своїх військ взяв Париж (1940), Київ (1941) і Харків (1941). Один із небагатьох вищих генералів Вермахту, що був відомий особистою відданістю фюрерові та ідеям націонал-соціалізму.
17 січня 1942 Вальтер фон Райхенау помер від зупинки серця або від отриманої ним черепно-мозкової травми під час авіаперельоту з Полтави до Німеччини у Львові.

## Життєпис
Вальтер фон Райхенау народився в родині прусського генерала. Сім'я Райхенау була дуже заможною і мала дворянське походження (мати його походила з графського роду). У 19 і 1-й половині 20 століття родині фон Райхенау належала меблева фабрика біля Карлсруе (одна з найбільших у Німеччині). 1938 року вони передали її нацистській державі, яка налагодила на фабриці випуск військового спорядження. Коли в 1945 фабрику знищила авіація союзників, зникли останні рештки багатства та впливу родини Райхенау.

### Початок кар'єри
У віці вісімнадцяти років Вальтер фон Райхенау ступив на військову службу в 1903 фанен-юнкером (кандидат у офіцери) — в 1-й гвардійській прусський полк польової артилерії. У серпні 1904 закінчив військове училище і з присвоєнням військового звання лейтенант був призначений для подальшого проходження служби в артилерійську частину. З серпня 1912 — оберлейтенант. Навчався у військовій академії в Берліні, проходячи підготовку офіцера Генерального штабу, яку закінчив перед початком Першої світової війни.
Учасник Першої світової війни на Західному і Східному фронтах; полковий ад'ютант, офіцер Генерального штабу при 47-й резервній піхотній дивізії, 6-му армійському корпусі та 7-й кавалерійській дивізії на Західному фронті. Деякий час перебував на Східному фронті в штабі генерала М. Гофмана. Війну закінчив у чині гауптмана. За бойові відзнаки нагороджений кількома орденами, у тому числі Залізним хрестом 2-го та 1-го ступеня та лицарським хрестом ордену дому Гогенцоллерів.

### Між світовими війнами
Після демобілізації кайзерівської армії залишений служити в рейхсвері, до 1922 року офіцер штабу 6-го військового округу (Мюнстер). У 1922—1923 роках командир кулеметної роти (обов'язкове стажування для офіцерів Генерального штабу), майор (1923). Потім до 1926 року служив в штабі 3-го військового округу (Берлін). 1 листопада 1927 після повернення з відрядження до Англії призначений командиром 5-го батальйону зв'язку в Штутгарті. Після другого закордонного відрядження (Англія) підвищений в оберстлейтенанти і призначений начальником штабу інспектора військ зв'язку (1929). З 1 лютого 1931 року начальник штабу 1-ї піхотної дивізії і одночасно начальник штабу 1-го військового округу в Східній Пруссії (Кенігсберг) під керівництвом генерала Вернера фон Бломберга, оберст (1932).
Дядько, відставний дипломат та палкий прихильник нацистів, познайомив Вальтера фон Райхенау 1932 року з Гітлером і незабаром той вступив в Нацистську партію. Цей вчинок порушував армійські правила, які забороняли військовим участь у політичних партіях. Незабаром Вальтер фон Райхенау став вважатися головною сполучною ланкою між армією та НСДАП. У цей час Райхенау служив під керівництвом Вернера фон Бломберга. Будуючи далекосяжні плани, Райхенау вирішив познайомити свого шефа з Гітлером. Бломберг легко піддавався впливу сильних напористих особистостей. Оберст представив генерала Гітлеру, якому не знадобилося багато часу, щоб привернути Бломберга на свою сторону.

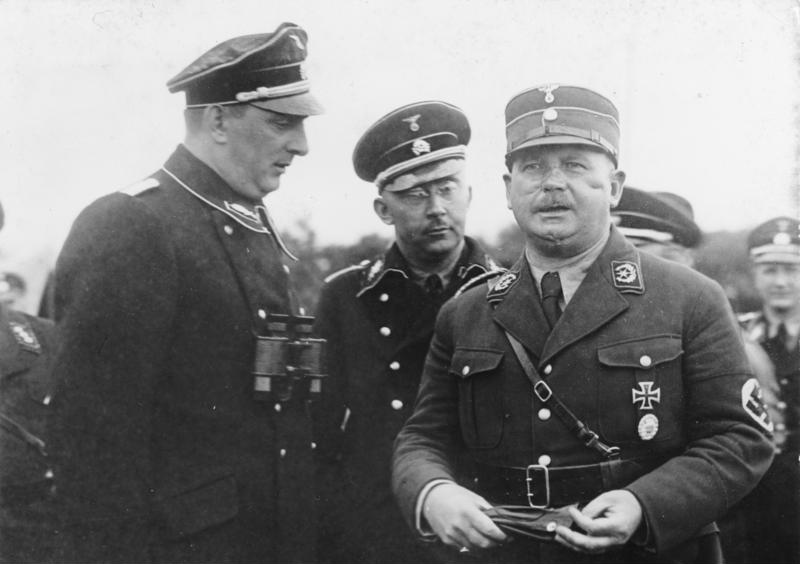
Курт Далюге, Генріх Гіммлер та Ернст Рем. Серпень 1933

Коли 30 січня 1933 року Гітлер прийшов до влади, фон Бломберг став міністром оборони, і фон Райхенау відразу ж був підвищений в генерал-майори і замінив генерала Ф. фон Бредова на посаді начальника канцелярії Військового міністерства. 12 лютого 1934 Управління Рейхсверу було перетворено на Управління Вермахту, а фон Райхенау залишився на ключових посадах. Користуючись службовим становищем вже відкрито здійснював зв'язок між армійським командуванням і керівництвом НСДАП. Користувався безумовною підтримкою Гітлера, який постійно висував його на впливові пости в армії. Пов'язуючи свою долю з нацистами, Райхенау прекрасно розумів, що якщо нацистів позбавлять влади, то його кар'єрі настане кінець. Розуміючи, що штурмовики з кожним днем все більше набирають силу, а генералітет готовий виступити не тільки проти загонів Рема, а й проти Гітлера, Райхенау переконав нацистських лідерів, таких як Герман Герінг і Генріх Гіммлер, в тому, що армія підтримає нацистів, якщо послабити Ернста Рема і штурмовиків. Для цього був тільки один вихід — СА повинні бути розгромлені, а Ернст Рем повинен померти.
30 червня 1934 року з мовчазного визнаття Гітлером заколотники провели операцію з ліквідації СА, що отримала назву «Ніч довгих ножів». У ході «чистки» сто п'ятдесят керівників СА були схоплені і розстріляні. Армії наказали не втручатися в конфлікт між СС та СА, а Райхенау залишився в звичній для себе ролі зв'язкового між армією і тепер вже СС. Також відомо, що саме Райхенау забезпечив загони СС зброєю.
Військова кар'єра
- 1903 — фанен-юнкер
- 18 серпня 1904 — лейтенант
- 18 серпня 1912 — оберлейтенант
- 28 листопада 1914 — гауптман
- 1 липня 1923 — майор
- 1 квітня 1929 — оберстлейтенант
- 1 лютого 1932 — оберст
- 1 лютого 1934 — генерал-майор
- 1 жовтня 1935 — генерал-лейтенант
- 1 жовтня 1936 — генерал артилерії
- 1 жовтня 1939 — генерал-полковник
- 19 липня 1940 — генерал-фельдмаршал

2 серпня 1934 року після смерті президента Німеччини П. фон Гінденбурга Гітлер у той же день скасував пост президента, проголосивши себе рейхсканцлером і фюрером німецького народу. Німеччина стала називатися Третім рейхом, а Гітлер став, по суті, фашистським диктатором. Німецька армія (рейхсвер) була приведена до присяги Адольфу Гітлеру. Автором її тексту був Райхенау. У цей період він займав, користуючись особливою прихильністю Гітлера, четверте за впливом місце в німецькому військовому керівництві (після військового міністра, головнокомандувача армією і начальника Генерального штабу).

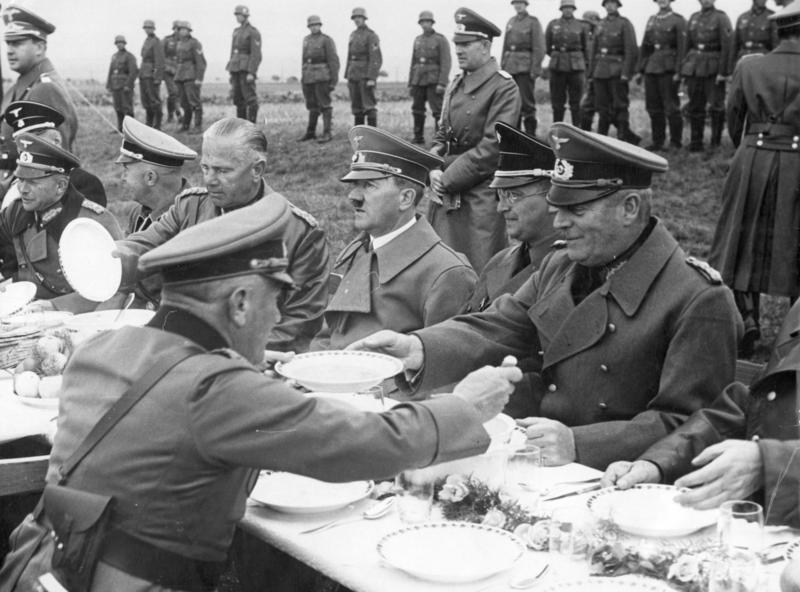
Гітлер з генералами Вермахту на польовому обіді після окупації Судетів. Генерал фон Райхенау (без головного убору) сидить праворуч від Гітлера; ліворуч від фюрера: Конрад Генляйн та генерал Вільгельм Кейтель. Крайній праворуч за столом — Гайнц Гудеріан. 3 жовтня 1938

Вже в 1934 році Гітлер спробував висунути свого вірного прихильника Райхенау на пост головнокомандувача армією, але наштовхнувся на відкриту опозицію верхівки німецького генералітету, яка відверто заявила фюреру, що його протеже на цю посаду не підходить, оскільки ніколи і нічим вище батальйону не командував. Гітлер змушений був відступити, але від свого наміру не відмовився. У 1935 році він призначає свого улюбленця відразу командиром 7-го армійського корпусу та командувачем 7-м військовим округом (Мюнхен). Незабаром Райхенау отримав чин генерал-лейтенанта. Ці посади він зайняв, минаючи посади командира полку і командира дивізії (випадок безпрецедентний у німецькій армії з її суворими віковими традиціями та непорушними ієрархічними принципами). Свою посаду у Військовому міністерстві він здав генерал-майору В. Кейтелю. Вже в 1936 році Гітлер підвищив Райхенау в генерали артилерії.
Другу спробу висунути фон Райхенау на посаду головнокомандувача армією Гітлер зробив в лютому 1938 року під час «генеральської чистки», коли німецька армія була приголомшена наслідками справи Бломберга-Фріча, й генерал В. фон Фріч був змушений піти з посади головнокомандувача сухопутних військ Вермахту, але проти цього знову виступила верхівка армії на чолі з генералами Г. фон Рундштедтом й Л. Бек відмовилися служити під його керівництвом. Причина незгоди генералітету зі своїм фюрером була та ж — порушення армійської субординації. Гітлер знову був змушений відступити, але знову знайшов спосіб задовольнити марнославство свого протеже. Райхенау отримав чергове підвищення по службі, будучи призначеним на посаду командувача 4-ї армійської групою (Лейпциг). Цю посаду до свого призначення на пост головнокомандувача сухопутними військами займав генерал В. фон Браухіч.
4-та армійська група включала до свого складу 14-й, 15-й і 16-й армійські корпуси. На відміну від інших трьох армійських груп 4-та армійська група не була територіальною. На Райхенау була покладена величезна відповідальність за управління всіма танковими й моторизованими військами Вермахту і створення нових. До складу його 4-ї армійської групи входили танкові дивізії під командуванням Гота і Гудеріана, і Райхенау чи не єдиний з усіх старших генералів підтримував нову танкову стратегію. Ще на початку 1920-х років він зрозумів перспективність цього роду військ і навіть переклав на німецьку мову кілька робіт, присвячених танковим з'єднанням і тактиці танкових операцій. У 1933 році він підтримав програму виробництва танків під виглядом сільськогосподарських машин. Він надавав підтримку Гейнцу Гудеріану і був причетний до розробки стратегії бліцкригу. Він використовував весь свій авторитет і вплив для захисту танкових з'єднань від розформування, про який мріяли консервативніші генерали, такі як Фріч і Бек, які вважали танкові з'єднання тільки допоміжними підрозділами для супроводу піхоти.
Очолювані Райхенау війська брали участь в аншлюсі Австрії та окупації Судетської області (жовтень 1938), а згодом Чехії і Моравії (березень 1939). У серпні 1939 року на базі 4-ї армійської групи була розгорнута 10-та армія, до складу якої входила основна частина рухомих сил Німеччини: 2 танкові, 3 легкі і 2 моторизовані дивізії, а також 6 піхотних дивізій, об'єднаних в моторизовані: 14-й, 15-й й 16-й мотокорпуси, а також 4-й і 11-й армійські корпуси. Командувачем 10-ї армії став Райхенау.

### Друга світова війна

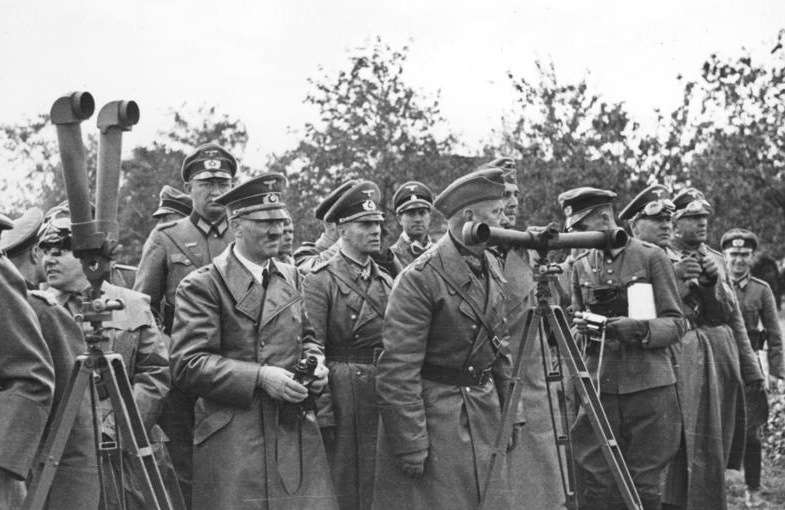
Гітлер з генералами Вермахту на території Польщі під час військової кампанії. Мартин Борман, Адольф Гітлер, Ервін Роммель, Вальтер фон Райхенау. Польща. Вересень 1939

Під час Польської кампанія 1939 року 10-та армія діяла на напрямку головного удару, наступаючи на варшавському напрямку. Армія Райхенау була найсильнішою з усіх 5 німецьких армій, кинутих Гітлером на Польщу. Райхенау став одним з найвідоміших воєначальників, що відзначилися в цій кампанії.
Під час Польської кампанії всі спроби Війська Польського зупинити армію Райхенау зазнали невдачі. За кілька днів боїв його армія захопила кілька плацдармів, знищила 7-ю піхотну дивізію противника, розсіяла Краківську кавалерійську бригаду і до 13 вересня знищили велике угруповання поляків в районі Радома. Це був перший «котел» у Другій світовій війні, при ліквідації якого одних тільки полонених було захоплено 60 тис. чоловік.
Потім, розвиваючи досягнутий успіх, війська Райхенау оточили і до 19 вересня у взаємодії з 8-ю армією генерала Й. Бласковіца розгромили польські армії «Лодзь» і «Познань» й стрімко наблизилася до Варшави. У полон потрапили понад 12 000 польських солдатів. Мобільні частини Райхенау виконували безліч завдань в ході Польської кампанії і продемонстрували величезні можливості використання саме танкових з'єднань в сучасній війні. Коли головні польські сили — 12 піхотних дивізій і 3 кавалерійські бригади — відступили у напрямку до столиці, Райхенау побачив, що у нього є шанс при досить швидкому просуванні вперед відрізати їм шляхи відходу. Вже 8 вересня 4-та танкова дивізія 10-ї армії вийшла до Варшави. Головний удар було завдано силами 1-ї і 4-ї танкових армій, і до 16 вересня майже всі з'єднання польських Лодзинської і Познанської армій були оточені і ліквідовані. Після розгрому головних сил польської армії на захід від Вісли 10-та армія повернула на схід, до річки Західний Буг, де і завершила кампанію.
За Польську кампанію Вальтер фон Райхенау був нагороджений Лицарським хрестом, й отримав звання генерал-полковника.
У жовтні 1939 року 10-та армія перекинута на Західний фронт і перейменована на 6-ту армію. За попереднім планом її передбачалося використовувати на напрямку головного удару, але потім, за «планом Манштейна», перемістили на другорядний напрямок, поставивши завдання забезпечувати правий фланг головного ударного угрупування і одночасно відтягнути на себе основні сили противника. Тому велика частина танкових і моторизованих з'єднань з 6-ї армії була вилучена та передана до складу 4-ї і 12-ї армій. Вважаючи себе одним з головних творців танкових і моторизованих військ вермахту, Райхенау був украй обурений таким рішенням вищого командування.
З цього часу починається його критичне ставлення до Гітлера як верховного головнокомандувача збройними силами. Претензії Райхенау до керівництва Вермахту та особисто до свого багаторічного патрону Гітлера почалися, ще раніше, коли у вересні 1939 року йому не дозволили взяти Варшаву, а перенацілили на інший напрямок.
У ході Французької кампанії 1940 Райхенау знову діяв вміло й рішуче — розгромив бельгійську армію і голландські війська, що прийшли їй на допомогу, 17 травня опанував Брюссель і примусив до капітуляції спочатку бельгійську армію (28 травня), а 31 травня — 1-шу французьку армію, відіграв велику роль в створенні «Дюнкерксього котла», охопивши його зі сходу. Після евакуації союзних військ з цього котла в Англію 6-та армія розгорнула наступ з Фландрії в глиб Франції. 14 червня її війська зайняли Париж, який здався без бою на милість переможця, потім захопили Орлеан і завершили цю звитяжну для німецької армії кампанію в районі Ліможа.

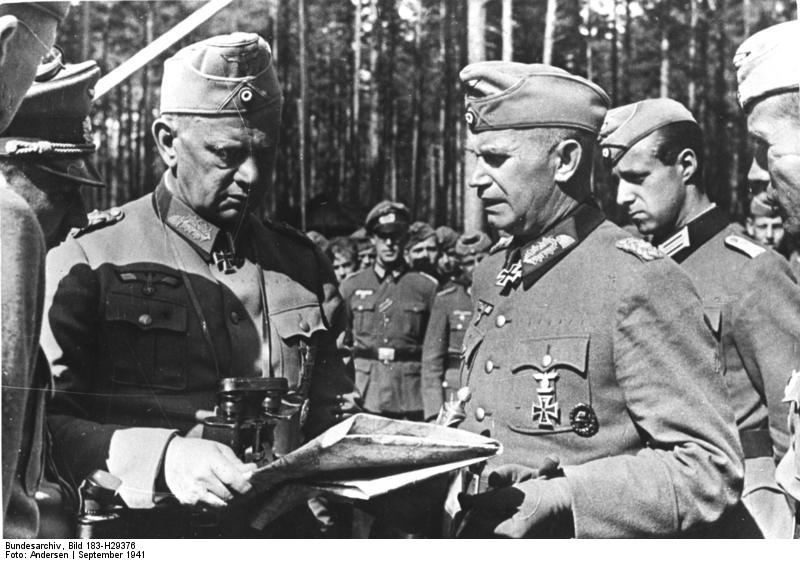
Генерал-фельдмаршал В. фон Райхенау з генерал-лейтенантом Отто Штапфом. Східний фронт. Вересень 1941

19 липня 1940 року за бойові заслуги у Французькій кампанії Райхенау отримав чин генерал-фельдмаршала.

### Східний фронт
Із самого початку війні проти Радянського Союзу Райхенау знову командував 6-ю армією, яка входила до складу групи армій «Південь». Очолювані ним війська успішно діяли в Прикордонних битвах 1941 року, здобули низку великих перемог в Україні, опанували Київ і Харків, завершивши кампанію 1941 року в Росії виходом на лінію Курськ — Бєлгород.
3 грудня 1941 несподівано Райхенау призначено командувачем військами групи армій «Південь», замінивши на цій посаді звільненого у відставку генерал-фельдмаршала Г. фон Рундштедта. Наступного же дня Райхенау віддав наказ про відведення військ 1-ї танкової армії з району Ростова-на-Дону, поставивши Гітлера перед доконаним фактом. Фюрер, щойно звільнивши за це Рундштедта, був змушений змиритися з таким свавіллям нового командувача і заднім числом санкціював прийняте ним рішення. Зупинити контрнаступ радянських військ Райхенау вдалося тільки на рубежі річки Міус. На початку 1942 року штаб Райхенау перебував у Полтаві.
12 січня у фельдмаршала стався важкий серцевий напад з втратою свідомості. 17 січня він був евакуйований спеціальним літаком, надісланим Гітлером, в Лейпциг. По дорозі літак був змушений здійснити аварійну посадку у Львові, під час якої Райхенау, що і так знаходився в несвідомому стані, отримав ще й важку черепно-мозкову травму. Коли ввечері того ж дня літак приземлився на Лейпцизькому аеродромі, Райхенау був уже мертвий. За розпорядженням Гітлера, він був похований з усіма військовими почестями, відповідними його рангу. Це був перший гітлерівський фельдмаршал, якого вермахт втратив під час Другої світової війни.

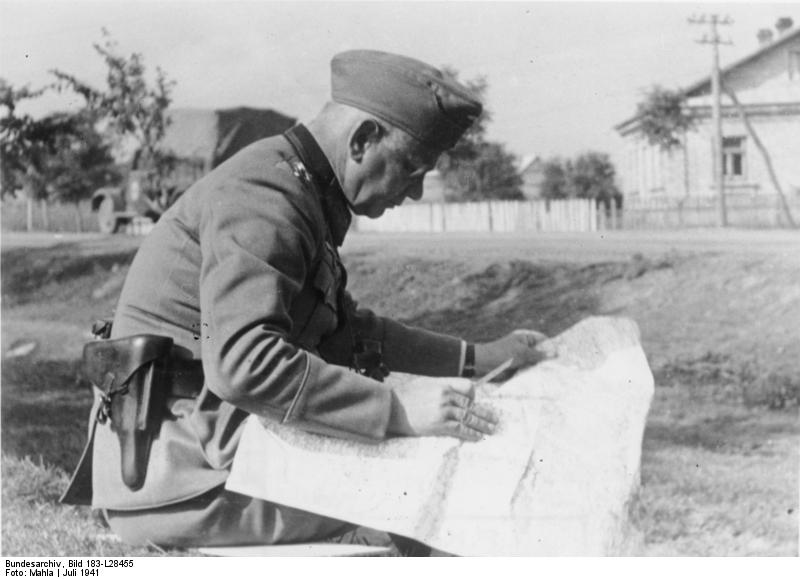
Генерал-фельдмаршал В. фон Райхенау над робочою картою. Східний фронт, Україна. Липень 1941

## Роль в історії
Райхенау був одним з найздібніших фельдмаршалів Гітлера. Виходець з прусської військової касти, він рішуче порвав з нею, відкинувши всі станові забобони, і став першим з німецьких генералів, які поставили себе на службу нацистам. Але це не була ідейна переконаність Райхенау в цілях і завданнях нацистського руху. У прусського аристократа і військового професіонала, що глибоко зневажав всю цю різношерсту масу бюргерів, крамарів, люмпенів та їм подібних, що становили класову основу нацизму, проклинали демократію та бачили у Гітлері якогось нового месію, покликаного позбавити їх від усіх бід, які звалилися на них за часів Веймарської республіки, швидше за все превалювали холодний меркантильний розрахунок і кар'єристі міркування.
З притаманною йому прусською педантичністю Райхенау заздалегідь все прорахував і свідомо обрав свій жереб, але не з принципів, а виключно заради лише задоволення власних амбіцій. Його честолюбство було безмежним. Володіючи неабияким розумом, великою прагматичністю і великою наполегливістю, він швидко зрозумів, що своєчасний перехід на бік нацистів, що рвуться до влади, принесе йому чималі дивіденди. На зроблений ним вибір великою мірою вплинуло і те, що основні постулати нацистської ідеології (махровий націоналізм, шовінізм, антидемократизм, мілітаризм тощо) повністю відповідали його власним поглядам і життєвим установам.

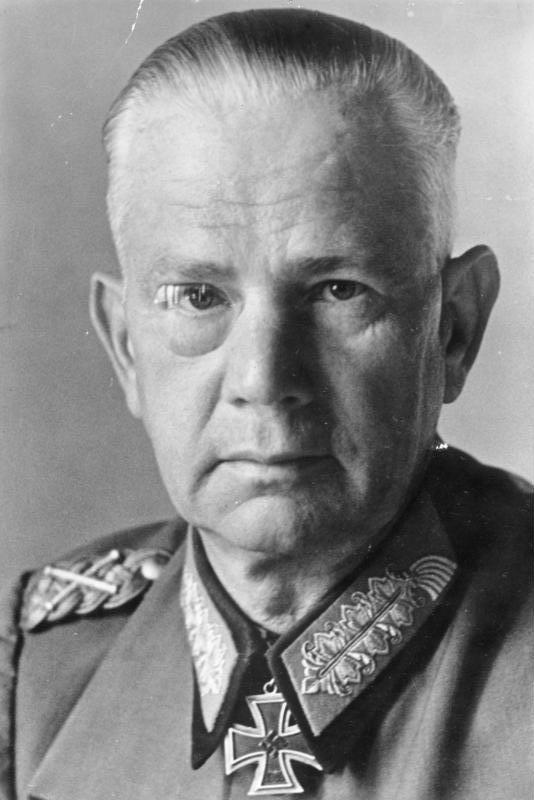
Генерал-фельдмаршал В. фон Райхенау. 1941

З усіх гітлерівських фельдмаршалів, за винятком, можливо, Віцлебена, особистість Райхенау найбільш важко піддається оцінці. Безсумнівно, він не був обділений військовим талантом, але як великий воєначальник, полководець, нічим себе практично не проявив. У ролі командувача військами групи армій йому судилося пробути всього лише півтора місяця, та й то на другорядному в той час напрямку й до того ж в період тимчасового затишшя активних бойових дій — термін явно недостатній для об'єктивної оцінки його діяльності. Але як командувач армією Райхенау блискуче проявив себе у Польській (1939), Французькій (1940) і Російській (1941) кампаніях.
Набагато легше піддаються оцінці його особистісні якості. Це була холоднокровна, рішуча, енергійна і одночасно надзвичайно жорстока людина. Зовні Райхенау виглядав як типовий прусак старої, імперської формації — суворе обличчя, холодний погляд і незмінний монокль. Відрізнявся незалежним характером. Беззаперечна покора, притаманна більшості гітлерівських воєначальників, у жодному випадку не було наріжним каменем особистої філософії Райхенау. Більше того, перебуваючи тривалий час в числі особливо наближених до Гітлера людей, він ніколи не перебував під магнетичним впливом його далеко непересічної особистості. У ряді випадків, і особливо в останні 1,5-2 роки, Райхенау нерідко дозволяв собі діяти на власний розсуд, виходячи з обстановки, що склалася, навіть всупереч наказам фюрера.
Помітно відрізнявся від багатьох інших воєначальників він і тим, що зазвичай мав власну думку з оперативно-стратегічних питань і не побоювався відкрито її висловлювати, що викликало роздратування Гітлера, який не терпів чужих думок, особливо коли вони входили в суперечність з його власною. Так, Райхенау, не піклуючись особливою дипломатичністю, різко висловився проти союзу Гітлера з Італією і Японією (на його думку, союз треба було укладати з Англією, до якої Райхенау ще з 1920-х років відчував стійкі симпатії), піддав критиці його стратегічний план вторгнення до Франції взимку 1939/40 років, намагався застерегти Гітлера від нападу на Радянський Союз, направивши йому в обхід свого начальства доповідну записку з цього питання, виступав проти каральних акцій військ СС у Польщі взимку 1939/40 років, восени 1941 року запропонував Гітлеру сформувати національні українські та білоруські дивізії для боротьби з Червоною Армією тощо.
Всі ці пропозиції і особисті думки Райхенау Гітлер, як правило, залишав без уваги, що тільки посилювало критичний настрій фельдмаршала проти свого фюрера. Але, наполегливість Райхенау все ж іноді виводила Гітлера із себе, і тоді він різко обсмикував свого фельдмаршала, радячи йому займатися тільки своїми, чисто військовими питаннями, і не лізти в справи, які його не стосуються. Але як би там не було, а Райхенау був, мабуть, єдиним з німецьких фельдмаршалів, хто поєднав в собі відвагу з політичною прозорливістю, і проживи він довше, Гітлеру довелося б з ним чимало натерпітися, особливо коли німецька армія стала зазнавати одну поразку за іншою. Західні історики одностайні в думці: важко уявити, щоб Райхенау кинув напризволяще 6-ту армію в Сталінграді тільки тому, що так наказав Гітлер.
Райхенау був прихильником суворої дисципліни в армії і не зупинявся перед жорсткими, а часом і жорстокими, заходами щодо її підтримки. У той же час його доступність і простота у поводженні з підлеглими, включаючи і рядових солдатів, особиста відвага і незмінна бойова удача здобули йому досить високий авторитет у військах. Ще в передвоєнні роки Райхенау заявив про себе як один з найпрогресивніших генералів вермахту, що різко виділяло його із загальної маси консервативного в цілому вищого німецького генералітету. Так, він був чи не єдиним з його представників, хто ще в 1930-ті роки правильно оцінював роль і значення танків у майбутній війні; висунув ідею створення танкових військ і активно підтримував їх будівництво, став затятим ентузіастом цього нового в німецькій армії роду військ. При цьому Райхенау не цурався нововведень, займався теоретичним і практичним опрацюванням питань бойового застосування танків, переклав з англійської ряд робіт Б. Ліддел Гарту з даної проблематики, сам виступав у пресі.
Похмурою тінню на бойову репутацію Райхенау лягла його крайня жорстокість, яка особливо проявилася під час війни проти Радянського Союзу. Він проводив на окупованій радянській території масові репресії мирного населення, жорстоко поводився з військовополоненими, без коливань схвалив масове знищення євреїв есесівцями в Києві, а потім налагодив тісну співпрацю з військами СС і службою СД. Мабуть, ніхто з інших фельдмаршалів Гітлера, крім Райхенау, не виконував з таким фанатичним завзяттям злочинний наказ фюрера «Про комісарів», згідно з яким всі взяті в полон політпрацівники Червоної Армії підлягали негайному розстрілу. Усього за час командування Райхенау військами 6-ї польової армії і групи армій «Південь», тобто за півроку, в районах їх дій було знищено близько 1 млн цивільних.

### Стосунки з Паулюсом

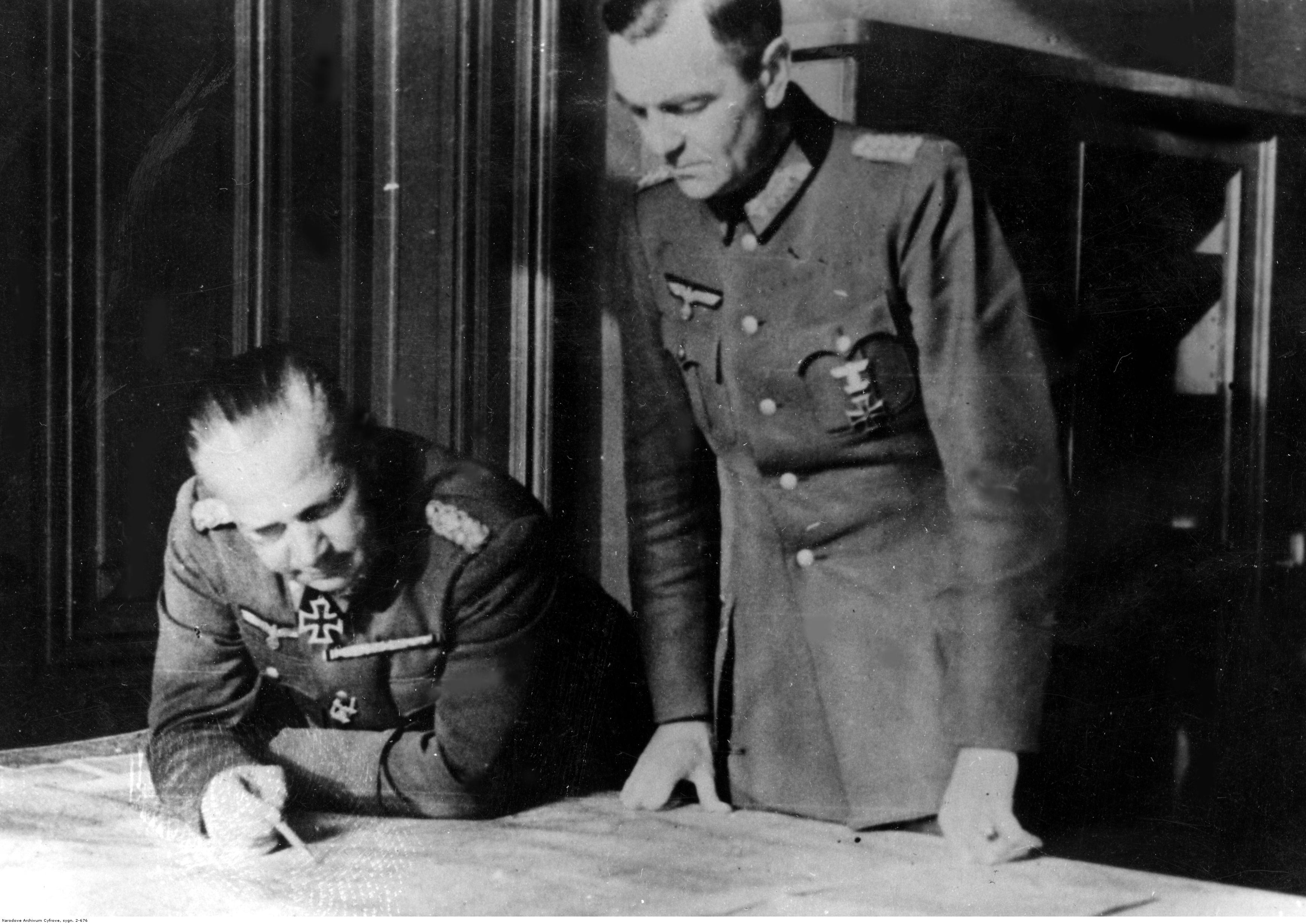
Вальтер фон Райхенау та Фрідріх Паулюс

У Вальтері Райхенау Фрідріх Паулюс бачив ідеального керівника. Настільки ж яскраво обдарований, наскільки Паулюс був методичним, Райхенау ненавидів конторську роботу, у той час як Паулюс виріс на ній. Вони представляли собою ідеальну команду. Рішучий, повний енергії, людина дії і його кропітка, прив'язаний до столу, безвідмовний начальник штабу. 30 листопада 1941 Адольф Гітлер звільнив від займаної посади командувача групою армій «Південь» фельдмаршала Герда фон Рундштедта, зробивши його наступником старшого за рангом в цьому секторі командувача армією фельдмаршала фон Райхенау. До того часу Паулюс став заступником начальника генерального штабу сухопутних військ і працював під керівництвом іншого друга, генерала Франца Гальдера.
Райхенау не забув колишнього начальника штабу і 3 грудня 1941, за вегетаріанським обідом, запропонував Адольфу Гітлеру дати Паулюсу шанс стати командувачем 6-ї армії. Райхенау знав, що у Паулюса зовсім не було досвіду командування військами, але визнав, що він (Райхенау) в перший і найважчий період зможе керувати і направляти штабного генерала з Гессена, поки той не навчиться правильно смикати за мотузки. Гітлер, який також добре ставився до Паулюса, погодився, і 1 січня 1942 Фрідріх Паулюс отримав звання генерала танкових військ. Незважаючи на низький ранг і відсутність необхідної для призначення вислуги, чотирма днями пізніше він отримав командування 6-ю армією.

## Нагороди
- Рятувальна медаль
- Орден Корони (Пруссія) 4-го класу
- Залізний Хрест 2-го класу  (1914)
- Залізний Хрест 1-го класу (1914)
- Орден Корони (Пруссія) IV ступеня
- Лицарський хрест ордена Фрідріха 1-го класу з мечами (Вюртемберг)
- Лицарський хрест Королівського ордену дому Гогенцоллернів з мечами (Королівство Пруссія)
- Хрест «За військові заслуги» (Австро-Угорщина) III ступеня з бойовою відзнакою
- Ганзейський Хрест (Гамбург)
- Німецький імперський спортивний знак
- Почесний хрест ветерана війни з мечами
- Медаль «За вислугу років у Вермахті» 4-го, 3-го, 2-го і 1-го класу (за 25 років військової служби)
- Медаль «В пам'ять 1 жовтня 1938» з планкою із зображенням Празького граду
- Пряжка до Залізного хреста 2-го класу (вересень 1939)
- Пряжка до Залізного хреста 1-го класу (вересень 1939)
- Лицарський хрест Залізного хреста (30 вересня 1939)

## Відео
- WW2 — Field Marshal Walter von Reichenau [Архівовано 30 червня 2014 у Wayback Machine.]
- Walter Von Reichenau [Архівовано 13 жовтня 2016 у Wayback Machine.]